# Сміх і Правда
«Сміх і Правда» — двотижневий журнал гумору й сатири, що виходив у Нью-Йорку у 1925—1928 роках. Редактор журналу — М. Ган (Михайло Андрійчук).
Замінив журнал «Молот» (1919-1924), у редагуванні якого брав М. Андрійчук.